# Artur Lesicki
Artur Lesicki (ur. Jelenia Góra) – polski gitarzysta grający jazz, funk i blues, kompozytor, pedagog. Lider zespołów jazzowych Artur Lesicki Acoustic Harmony i Funky Groove. Wykładowca na Wydziale Jazzu Uniwersytetu Zielonogórskiego, jak również we Wrocławskiej Szkole Jazzu i Muzyki Rozrywkowej. Razem z Markiem Napiórkowskim otrzymał nominację do Fryderyka 2016 za album jazzowy Celuloid.

## Wybrana dyskografia

### Albumy autorskie i współautorskie
- 2015: Celuloid (+ Marek Napiórkowski) [V–Records]

### Artur Lesicki Acoustic Harmony
- 2010: Stone and Ashes [Borzym Music]
- 2004: An Unbelievable Silence [Universal Music Polska]

### Funky Groove
- 2002: Go to Chechua Mountain [Grami]
- 1997: Funky Groove [PolyGram]

### Albumy innych artystów
- 2013: Papusza (muzyka filmowa) (Jan Kanty Pawluśkiewicz) [Agora]
- 2013: Powrót (Krzysztof Kiljański) [Kayax]
- 2011: Barwy Kofty (Krzysztof Kiljański) [QM Music]
- 2010: Tomasz Szymuś Orkiestra (Tomasz Szymuś Orkiestra) [Agora]
- 2007: Power Set (Adam Wendt) [Box Music Polska]
- 2004: Emigrantka (Katarzyna Groniec) [Sony Music]
- 2003: Bal w Operze (Leszek Możdżer) [Teatr Muzyczny Capitol]
- 2001: Triologue (Adam Wendt Trio) [Polonia Records]
- 1998: Złość (Krystyna Prońko) [Power Music]
- 1996: Supersession II (Krystyna Prońko) [Power Music]

## Publikacje
- 2008: Jak oni to robią - książka z płytą CD, o grze akordowej [ABsonic]

## Multimedia
- 2013: Rzemiosło i sztuka 2 - szkoła gitarowa (2x DVD) [ABsonic]
- 2009 (wyd. I), 2010 (wyd. II): Rzemiosło i sztuka - szkoła gitarowa (2x DVD) [ABsonic]